# Пятьдесят центов (Канада)

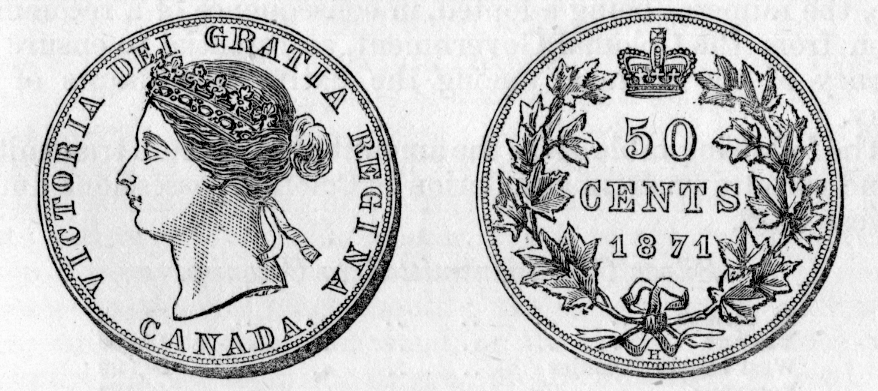
Канадская монета номиналом 50¢ 1871 года

50¢ — канадская монета достоинством в 50 центов. На реверсе монеты изображён герб Канады. На церемонии открытия филиала в Оттаве Королевского монетного двора, состоявшейся 2 января 1908 года, генерал-губернатор Алберт Грей положил начало чеканке, сам отчеканив первую монету. Это были серебряные пятьдесят центов с изображением короля Эдуарда VII.
С 2004 г., хотя монета продолжает чеканиться большими тиражами, она практически не поступает в обращение и полностью раскупается коллекционерами по цене 1 доллар за монету (Канадский монетный двор обычно продаёт рулоны по 25 или 50 монет. Банки принимают и продают монету по номинальной стоимости. 

## История выпуска

### Монеты 1921 года
Начиная с 1921 года монеты номиналом пятьдесят центов пользовались небольшой популярностью. В период между 1921 и 1929 годами в оборот было выпущено только 28 000 экземпляров. В 1929 году их стало не хватать и в оборот попали монеты, выпущенные в 1921—1929 годах, которые лежали в сейфах национального банка — 480 392 монет. Существует мнение, что только 75 монет, выпущенных в 1921 году, сохранились до сегодняшнего дня.

### Монеты 2000 года
Монеты выпущенные в 2000 году, из-за малого тиража в 276 экземпляров стали одними из самых редких канадских монет. Все 276 монет были подарены сотрудникам национального банка.
| Реверс | Аверс | Годы                   | Масса (г) | Диаметр (мм) | Толщина (мм) | Примечание                               |
| ------ | ----- | ---------------------- | --------- | ------------ | ------------ | ---------------------------------------- |
|        |       | 2000 — настоящее время | 6,9       | 27,13        | 1,95         | 93,15 % сталь, 4,75 % медь, 2,1 % никель |
|        |       | 1980—1999              | 8,10      | 27,13        | 1,9          | 99,9 % никель                            |
|        |       | 1968—1979              | 8,10      | 27,13        | 1,93         | 99,9 % никель                            |
|        |       | 1920—1967              | 11,66     | 29,72        |              | 80 % серебро, 20 % медь                  |
|        |       | 1908—1919              | 11,62     | 29,72        |              | 92,5 % серебро, 7,5 % медь               |